# Återgång
Återgång betyder i juridiken att en rättshandling (oftast ett avtal) förlorar sin verkan och förutvarande rättsliga förhållande återställs, det vill säga att man "återgår" till det tidigare förhållandet. En återgång av ett köp innebär således, att säljaren får igen godset och köparen befrias från skyldigheten att betala köpesumman eller återfår den, om den redan är betald. Ett snarlikt förhållande är hävning av avtal.